# Michał Pałasz
Michał Pałasz (ur. 24 września 1910 w Olszanicy, zm. 12 maja 1992) – polski listonosz, działacz społeczny i polityczny, uciekinier z egzekucji w lesie Hanusiska.

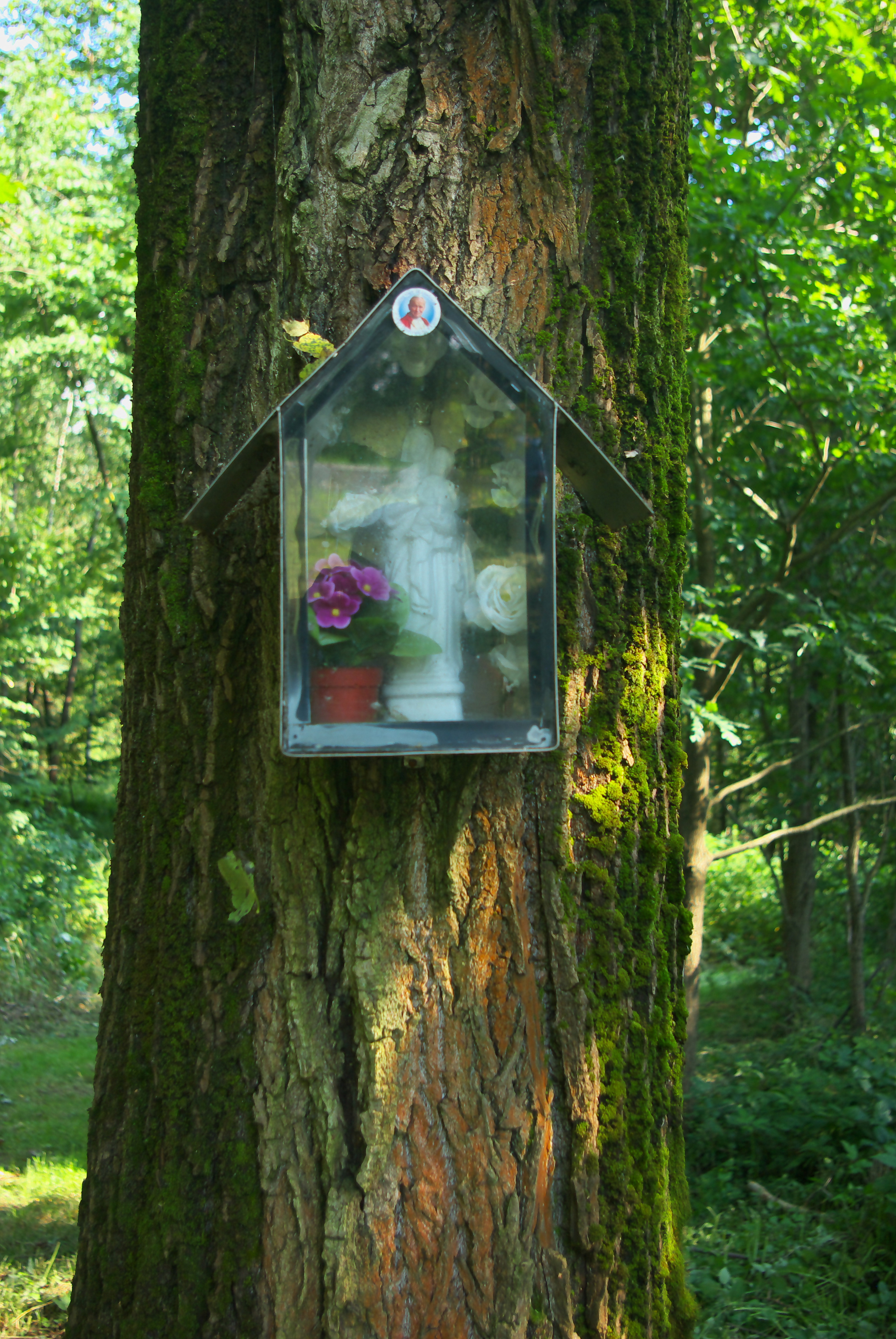
Kapliczka na drzewie w Hanusiskach ufundowana przez Michała Pałasza

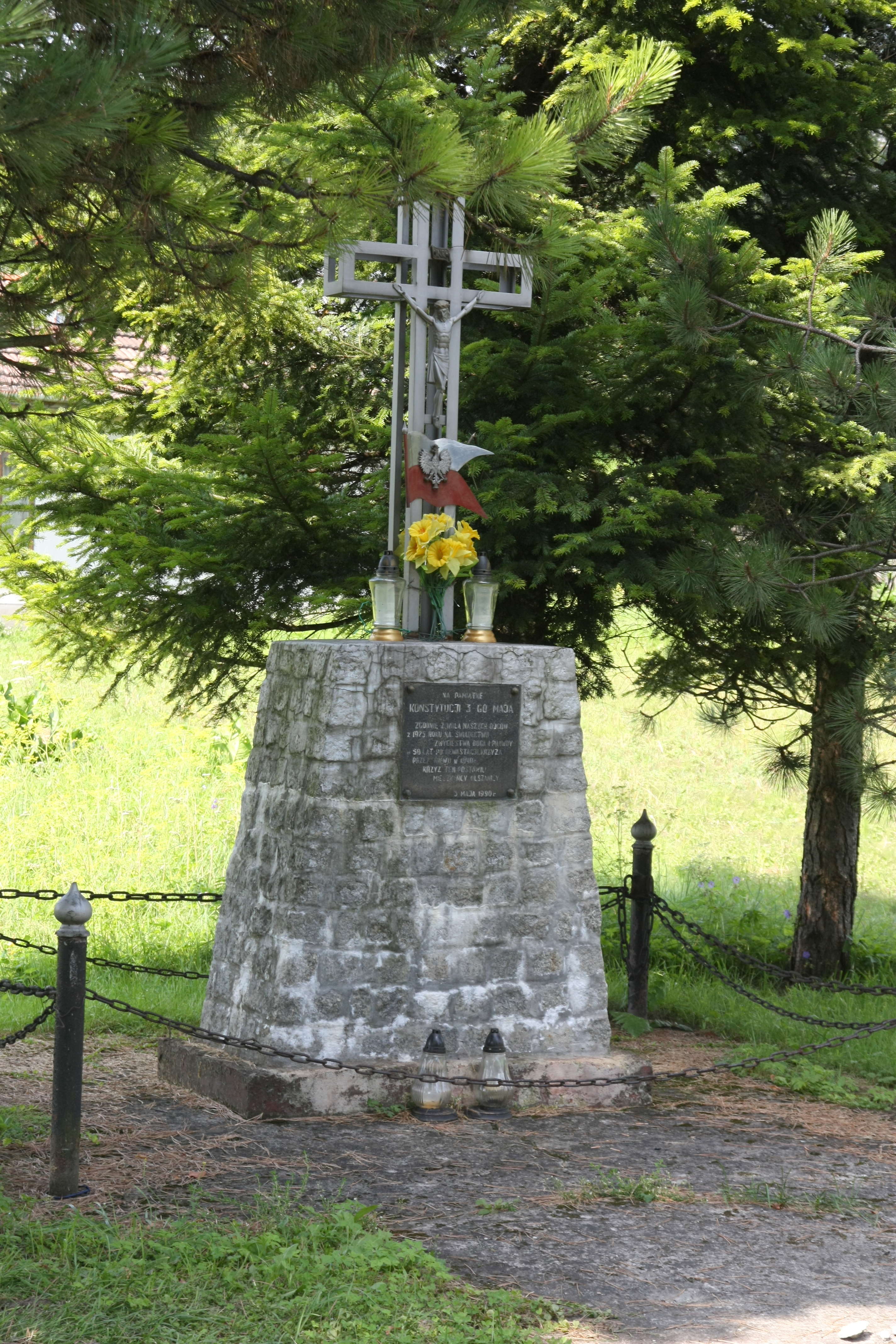
Pomnik Konstytucji 3 Maja w Olszanicy

## Życiorys
Urodził się 24 września 1910 w Olszanicy. Był synem Andrzeja i Katarzyny z domu Klimowicz. Miał brata Ignacego (1923-1963, podczas wojny żołnierz sił alianckich, m.in. kurier w Alpach, po wojnie na emigracji).
Od 1930 przez około pięć lat pracował w kopalni nafty Sztandar Nobel w Ropience. Uczył się w trzyletniej szkole rolniczej w Suchodole, którą ukończył w 1936. Był przodownikiem przysposobienia rolniczego, założycielem poletek doświadczalnych, współorganizował I Dożynki Rolnicze w Lesku, za co otrzymał nagrodę, przyznaną przez Lwowską Izbę Rolniczą. Od 1937 pracował jako listonosz wiejski, przynależny do agencji pocztowej w Woli Michowej w rejonie przygranicznym. Po zajęciu przez III Rzeszę niemiecką Czechosłowacji w 1938, ta placówka pocztowa została ewakuowana, po czym zorganizowana w kopalni naftowej w Ropience. Od 1932 do 1939 był także komendantem Związku Strzeleckiego w Olszanicy.
Podczas II wojny światowej i trwającej okupacji niemieckiej w 1942 przystąpił do Armii Krajowej i funkcjonował pod pseudonimem „Lis”, działając w placówce w Czarnej. W jego domu zainicjowano działalność miejscowej komórki podziemia oraz odbywały się tam spotkania decyzyjne w zakresie akcji dywersyjnych. W połowie czerwca 1944 został aresztowany podczas przenoszenia informacji na poczcie w Ropience przez SS-mannów Johanna Bäckera i Leo Humeniuka. Początkowo był przetrzymywany w więzieniu w Ustrzykach Dolnych, a po kilku tygodniach został przewieziony do Sanoka. Podczas przesłuchań był torturowany przez Johanna Bäckera, doznając m.in. zmiażdżenia dolnej szczęki i tracąc z niej wszystkie zęby. 10 lipca 1944 został osadzony w sanockim więzieniu. Trafił do celi nr 32 i został zapisany pod numerem 882 w ewidencyjnej księdze więźniów.
Nocą 26/27 lipca 1944 wraz z grupą 35 osób (w tym wszyscy osadzeni w celi nr 32, w której umieszczono więźniów politycznych) został 
wyprowadzony na dziedziniec więzienny, po czym przewieziony w drugim samochodzie ciężarowym do lasu określanego „Hanusiska”, leżącym za Zagórzem na obszarze Zasławia przy drodze wiodącej w kierunku wschodnim w stronę Leska. Transport zatrzymał się na łące po prawej stronie szosy, naprzeciw cegielni. Następnie więźniów, skutych w parach za ręce i nogi oraz otoczonych kordonem funkcjonariuszy, wprowadzono w głąb leśnego parowu. Tam ofiary były zaprowadzane parami na skraj uprzednio wykopanego dołu (według jednej wersji o kształcie kwadratowym, według innej o wymiarze 7 x 3 m) i zabijane strzałami z broni palnej krótkiej w tył głowy. W momencie dotarcia na miejsce drugiej ciężarówki ze skazańcami, w tym z Michalem Pałaszem, kończyła się egzekucja grupy z pierwszej ciężarówki. W chwili gdy egzekutorowi zabrakło amunicji w broni podczas próby zastrzelenia Stanisława Sawińskiego i konieczne stało się przeładowanie, sparowany wraz z nim Michał Pałasz, wykorzystał chwilę, gdy wykonujący wówczas strzały podał Johannowi Bäckerowi broń do ponownego załadowania, a sam rozkuł parze skazańców ręce i nogi. Pałasz przeskoczył przez wypełniony już do połowy ciałami dół, przekoziołkował przez nasyp na jego brzegu, po czym pobiegł pomiędzy drzewami w lesie, uciekając z miejsca egzekucji. Oprawcy nie byli w stanie od razu zareagować otwarciem ognia w kierunku zbiega, jako że groziłoby to trafieniem obstawy stojącej wokół miejsca egzekucji. Pomimo ostrzelania uciekającego zdołał on zbiec. Następnie ukrywał się w Rudence u rodziny Stram. W tym czasie Niemcy wkroczyli do jego domu rodzinnego, zaś od rzuconego przez nich granatu do piwnicy śmierć ponieśli brat Michała (21-letni Karol) i siostra jego żony (13-letnia Janina).
Do egzekucji w Hanusiskach byli przeznaczeni również współpracownicy Pałasza z konspiracji: Wilhelm Bilik (technik kolejowy z Ustrzyk Dolnych, ps. „Góral”; zbiegł z dziedzińca więziennego przed transportem na miejsce zbrodni) oraz Józef Wilk (sekretarz nadleśnictwa z Berehów Dolnych, ps. „Dzik”, zamordowany w Hanusiskach).
Po wojnie Michał Pałasz nadal pracował na poczcie. W 1949 został członkiem Związku Zawodowych Pracowników Poczt i Telekomunikacji w Polsce. Udzielał się społecznie. Zasiadał w Radzie Narodowej w Olszanicy. Przyczynił się do powstania tam Straży Pożarnej, remizy, ośrodka zdrowia. Był organizatorem festynów, dożynek itp.. Samodzielnie dokonał fundacji odnowionego Pomnika Konstytucji 3 Maja. W grudniu 1980 i w styczniu 1981 wraz z synem Marianem oraz ok. 60 osobami współorganizował strajk okupacyjny, później w Rzeszowie był członkiem Komitetu Strajkowego Rolników. Po przeszło 50 dniach strajku 20 lutego 1981 jako przedstawiciel Komitetu Strajkowego podpisał porozumienie rzeszowsko-ustrzyckie.
Uczestniczył w uroczystościach rocznicowych w Hanusiskach. Dzięki jego relacji odtworzono przebieg zdarzeń poprzedzających (np. osadzenie w więzieniu) oraz samej egzekucji. W połowie lat 80. ufundował kapliczkę wotywną, ustanowioną na drzewie nieopodal miejsca egzekucji, którą nazwał Wotum Wdzięczności Matce Najświętszej, Królowej Polski, Nieba i Ziemi, za uratowanie mnie życia podczas Rozstrzeliwania Więźniów. W jej wnętrzu umieścił swoją relację z egzekucji i dziękczynienie Matce Boskiej za uratowanie mu wówczas życia.
Przed 1944 miał żonę i dziecko. Jego synem jest Marian Henryk Pałasz. Michał Pałasz zmarł 12 maja 1992.

## Odznaczenia
- Postanowieniem prezydenta RP Lecha Kaczyńskiego z 15 lutego 2008 został pośmiertnie odznaczony Krzyżem Oficerskim Orderu Odrodzenia Polski za wybitne zasługi dla niepodległości Rzeczypospolitej Polskiej, za działalność na rzecz przemian demokratycznych w Polsce[21]. Odznaczenie z rąk Szefa Biura Bezpieczeństwa Narodowego, Władysława Stasiaka odebrali 18 grudnia 2008 w Belwederze żona Michała Pałasza, Stefania, oraz syn Marian[22][14]
- Państwowa Odznaka Sportowa[23]